# NGC 4319
NGC 4319 (również NGC 4345, PGC 39981 lub UGC 7429) – galaktyka spiralna z poprzeczką (SBab), znajdująca się w gwiazdozbiorze Smoka.
Została odkryta 10 grudnia 1797 roku przez Williama Herschela. Prawdopodobnie obserwował ją też J. Gerhard Lohse w 1886 roku, określił jednak jej pozycję z błędem rektascensji wielkości jednej minuty. Różnica w pozycjach sprawiła, że John Dreyer skatalogował galaktykę dwukrotnie – obserwację Herschela jako NGC 4319, a Lohsego jako NGC 4345.
Spirala galaktyki NGC 4319 została zniekształcona. Przypuszczalnym źródłem tych zakłóceń jest prawdopodobnie interakcja z sąsiednią galaktyką NGC 4291. W znacznej odległości za galaktyką NGC 4319 znajduje się kwazar Markarian 205 (1 mld lat świetlnych od Ziemi).